# I. Aufklärungsgruppe
I. Aufklärungsgruppe (Groupe de reconnaissance I en français) est une unité militaire de la Hochseeflotte, la flotte de haute mer de la Kaiserliche Marine (marine impériale allemande), avant et pendant la Première Guerre mondiale. Elle prend part à la Première Guerre mondiale et notamment la Bataille du Dogger Bank et la bataille du Jutland. L'unité a été commandée par l'amiral Franz von Hipper.

## Navires de cette unité
Le SMS Von der Tann fut le premier croiseur de bataille assigné à ce groupe. Le navire a rejoint l'unité le 8 mai 1911. Le 30 septembre, SMS Moltke y a été commissionné et a remplacé le vieux croiseur cuirassé SMS Roon. Le SMS Seydlitz a rejoint l'unité après sa mise en service le 22 mai 1913. Puis SMS Blücher a aussi rejoint à l'unité à partir d'août 1914. Le SMS Derfflinger devait être affecté à l'unité à la fin d'octobre 1914, mais les dommages de turbine l'ont retardé jusqu'au 16 novembre de cette année. Le sistership du Derfflinger, le SMS Lützow a rejoint l'unité le 20 mars 1916. Le troisième navire de combat de classe Derfflinger, le SMS Hindenburg, fut le dernier navire à rejoindre le groupe le 6 novembre 1917. Sur les sept vrais croiseurs de bataille construits par la Kaiserliche Marine, seul le SMS Goeben ne fut pas attaché au groupe car il devint  le vaisseau amiral de la Mittelmeerdivision (Division de la Méditerranée) en octobre 1912.
En prévision de l'avance de la flotte des 18-19 août 1916, le groupe de reconnaissance avait la tâche de bombarder la ville côtière de Sunderland, mais seuls deux autres croiseurs allemands restants étaient toujours en état de combat (Moltke et Von der Tann), trois dreadnoughts furent assignés au groupe pour l'opération : SMS Markgraf, SMS Großer Kurfürst et le nouveau SMS Bayern.